# The Shepherd of Souls
The Shepherd of Souls è un cortometraggio muto del 1915 diretto da Frank Wilson.

## Trama
La seconda moglie di un magistrato lo deruba, accusando del furto la cameriera che si scoprirà essere la figlia dell'uomo.

## Produzione
Il film fu prodotto dalla Hepworth.

## Distribuzione
Distribuito dalla Hepworth, il film - un cortometraggio di 465 metri - uscì nelle sale cinematografiche britanniche nel gennaio 1915. Negli Stati Uniti, venne distribuito nel maggio dello stesso anno.
Fu distrutto nel 1924 dallo stesso produttore, Cecil M. Hepworth. Fallito, in gravissime difficoltà finanziarie, Hepworth pensò in questo modo di poter almeno recuperare il nitrato d'argento della pellicola.